# Gogoşari
Gogoşari es una comuna ubicada en el distrito de Giurgiu, Rumania.

## Superficie
Cuenta con una superficie de 120,7 kilómetros cuadrados.

## Demografía
Hasta 2021 la población era de 1607 habitantes, con una densidad de población de 13,32 habitantes por kilómetro cuadrado.